# Diego De Lorenzis
Diego De Lorenzis (Galatina, 6 giugno 1979) è un politico italiano.

## Biografia
Alle elezioni politiche del 2013 viene eletto deputato della XVII legislatura della Repubblica Italiana nella circoscrizione XXI Puglia per il Movimento 5 Stelle.